# Michel Garbini Pereira
Michel Garbini Pereira, noto semplicemente come Michel (Vitória, 9 giugno 1981), è un allenatore di calcio ed ex calciatore brasiliano, di ruolo difensore, tecnico del FORO SC.